# Штабин (гмина)
Штабин (пол. Sztabin) — сельская гмина (волость) в Польше, входит как административная единица в Августовский повет, Подляское воеводство. Население — 5503 человека (на 2004 год). Административный центр гмины — деревня Штабин.

## Демография
| Перепись                       | Всего   | Всего | Женщины | Женщины | Мужчины | Мужчины |
| ------------------------------ | ------- | ----- | ------- | ------- | ------- | ------- |
| Единицы                        | человек | %     | человек | %       | человек | %       |
| Население                      | 5503    | 100   | 2646    | 48,1    | 2857    | 51,9    |
| Плотность населения (чел./км²) | 15,2    | 15,2  | 7,3     | 7,3     | 7,9     | 7,9     |

## Поселения
1. Анджеево
2. Балинка
3. Буды
4. Будзиски
5. Хомашево
6. Цисув
7. Чарнево
8. Чарны-Гронд
9. Чарны-Ляс
10. Дембняки
11. Дембово
12. Длуге
13. Длужаньски-Ляс
14. Эвы
15. Федоровизна
16. Франки
17. Гженды
18. Хруске
19. Хута
20. Яглово
21. Ямины
22. Янувек
23. Янувек-Дольны
24. Янувек-Гурны
25. Ясёново
26. Ястшембна-Друга
27. Ястшембна-Первша
28. Ястшембна-Майёнтек
29. Язево
30. Камень
31. Каролины
32. Клёново
33. Кобыли-Конт
34. Колёня-Красноборки
35. Колёне-Ясёново
36. Колёне-Ястшембяньске-Друге
37. Комашувка
38. Копчаньске-Буды
39. Копец
40. Копытково
41. Красноборки
42. Красныбур
43. Крылатка
44. Куниха
45. Лебедзин
46. Липово
47. Лубянка
48. Майёнткове-Колёне
49. Могильнице
50. Мотулка
51. Нова-Цегельня
52. Осиняки
53. Острове
54. Подцисувек
55. Подгуже
56. Погожале
57. Польково
58. Пшеходки
59. Рогово
60. Сосново
61. Стара-Цегельня
62. Штабин
63. Штуки
64. Счокла
65. Вильче-Багно
66. Вильковня
67. Вольне
68. Вротки
69. Высоке
70. Жмойдак

## Соседние гмины
1. Гмина Августов
2. Гмина Барглув-Косцельны
3. Гмина Домброва-Белостоцка
4. Гмина Гонёндз
5. Гмина Ясвилы
6. Гмина Липск
7. Гмина Пласка
8. Гмина Суховоля